# Saison 7 de Columbo
Chronologie
Saison 6 Saison 8
La saison 7 de la série télévisée Columbo comporte cinq épisodes diffusés de novembre 1977 à mai 1978.

## Épisode 1:Le Mystère de la chambre forte
- États-Unis : NBC, 21 novembre 1977
- France : TF1, 1er décembre 1979

James Frawley
- Durée : 70 minutes

- Ruth Gordon (Abigail Mitchell) (VF : Lita Recio)
- Mariette Hartley (Veronica Bryce) (VF : Danielle Volle)
- G. D. Spradlin (Martin Hammond) (VF : Jean Berger)
- Charles Frank  (Edmund Galvin) (VF : Daniel Gall)
- Mary Jackson (Annie)
- Jerome Guardino (Sgt. Burke) (VF : Jacques Deschamps)
- Marie Silva-Alexander (La prof de danse) (VF : Marion Game)

Abigail Mitchell est un auteur d'un âge respectable. Elle a fait fortune en écrivant de nombreux romans policiers. Elle habite une grande et belle demeure accompagnée de sa secrétaire, d’une femme de chambre et d’une cuisinière.
Abigail est inconsolable depuis le décès récent de Phyllis, sa jeune nièce tant aimée qu'elle considérait comme sa propre fille. Elle l'avait même gratifiée d'une partie de ses propres royalties.
Abigail considère cette affaire comme un meurtre sur conjoint camouflé en accident de navigation. Elle est en effet convaincue que c'est Edmund, le mari de Phyllis, qui se trouve à l'origine de cette disparition. Edmund a déclaré avoir été seul avec sa compagne sur un voilier, près des côtes, lorsque celle-ci tomba accidentellement dans l'eau. Or le corps de Phyllis n'a jamais été retrouvé. Malgré de sérieux indices (il était connu de tous que le couple battait de l'aile et que la mort de Phyllis apporterait à Edmund une certaine fortune), l'enquête policière a été véritablement bâclée et le jeune veuf n'a pas été inquiété le moins du monde. Par égard pour sa chère nièce, Abigail entend désormais faire justice elle-même en punissant son neveu par alliance.
Sous prétexte d'en faire son légataire universel — en réalité, pour récupérer les droits d'auteur qu'il a hérités de sa femme —, elle le fait venir chez elle, lui montre ses bijoux ainsi qu'une importante somme d’argent. Devant son notaire, le lendemain, Abigail rend Edmund bénéficiaire de sa fortune, ce dernier étant invité à en faire de même par réciprocité. Edmund accepte la transaction par appât du gain, bien qu'il soit particulièrement surpris de voir Abigail agir ainsi, ayant conscience qu'elle ne l'apprécie guère.
Au moment où son neveu prend congé, Abigail lui glisse en aparté vouloir lui fournir le code de son coffre. Elle lui réclame de revenir discrètement par l'arrière de la demeure sans que personne l’aperçoive. Celui-ci s’exécute, croyant que son retour discret est justifié par la volonté d’Abigail de dissimuler le fait qu’il connait le code. Par la ruse, elle l’attire alors dans la chambre forte — un espace confiné, sans aération et sans moyen de se faire entendre de l'extérieur. Après lui avoir révélé qu’elle le tient personnellement pour responsable de l’assassinat de Phyllis, elle l’y enferme vite avant qu’il n'ait le temps de réagir. Elle quitte les lieux en compagnie de son notaire pour prendre l’avion pour New York. Il s’agit donc d’un crime parfait, puisque, lorsqu’on retrouvera le corps d’Edmund, tous témoigneront qu’ils ont vu Abigail partir : c'est ainsi qu'on pourra supposer qu'Edmund a dû revenir après le départ de celle-ci, de son notaire et des domestiques, et s’enfermer par mégarde en laissant la lourde porte blindée claquer derrière lui.
Cependant, un imprévu va venir enrayer ce plan machiavélique.
Juste au moment de partir, Abigail aperçoit le trousseau de clés de la voiture d'Edmund, laissé par celui-ci sur le coin d'une table. Craignant que quelqu’un de son entourage ne l’aperçoive, elle se débarrasse précipitamment du trousseau. Elle le dissimule tant bien que mal dans une vasque de sable placée dans l'entrée et servant d'éteignoir à cigarettes. Cela lui évite de les avoir sur elle lors de l’embarquement à l’aéroport.
- Le thème du meurtre est l'auto-justice d'une personne éplorée. C'est la première fois dans la série que ce mobile est présent.
- Ruth Gordon, étant âgée de 80 ans au moment du tournage, fait d'elle l'interprète meurtrière la plus âgée de la série, toutes saisons confondues.
- La secrétaire Veronica va faire pression sur sa patronne car elle a récupéré les clés compromettantes trouvées par la bonne d'Abigail et chercher à recevoir une compensation pécuniaire ; mais c'est la première fois qu'une personne menaçant une personne coupable ne trouve pas la mort en retour : elle se voit offrir une croisière avec elle.
- Columbo va comprendre la colère et la rancune d'Abigail devant la mort de sa nièce, qu'il voit aussi comme suspecte bien qu'elle soit décédée depuis quatre mois, comprenant que le ménage en question n'était pas heureux et qu'Edmund était fort probablement un assassin. Son dialogue avec elle à ce moment-là est touchant.
- On apprend dans cet épisode que les parents de Columbo sont décédés.
- Le chien de Columbo est présent et obéit même à un ordre du lieutenant de revenir le voir.
- Le personnage d'Abigail s’inspire fortement d'Agatha Christie. Elle la cite aussi lors d'une conférence comme modèle.
- On peut remarquer une première faute de raccord à 10 min 12 s. Le testament que vient de signer Edmund Galvin est posé ouvert sur le bureau. Or, dans le plan précédent, le conseil d'Abigail Mitchell avait déjà pris et replié le document.
- Une seconde faute de raccord est présente à 1 h 05 min 25 s. Columbo pose une quatrième boîte métallique sur une étagère du coffre-fort. Or, seules deux boîtes ont été précédemment déposées. Dans le plan précédent, on peut d'ailleurs clairement distinguer les deux boîtes manquantes. La troisième boîte n'a donc jamais été déplacée.

## Épisode 2:Meurtre à la carte
- États-Unis : NBC, 30 janvier 1978
- France : TF1, 3 mai 1980

Jonathan Demme
- Durée : 70 minutes

- Louis Jourdan (Paul Gerard) (VF : Bernard Woringer)
- Shera Danese (Eve Plummer) (VF : Martine Messager)
- Richard A. Dysart (Max Duvall) (VF : Jean Michaud)
- France Nuyen (Mary Choy) (VF : Jocelyne Janssen)
- Mako (Mr. Ozu) (VF : Jacques Chevalier)
- Larry D. Mann (Alberto) (VF : Paul Mercey)
- Michael V. Gazzo (Vittorio Rossi) (VF : Henry Djanik)
- Fred Holliday (Crawford) (VF : Claude D'Yd)
- Antony Alda (Mario Delucca) (VF : François Leccia)
- Todd Martin (Sgt. Burke) (VF : Pierre Fromont)
- Alberto Morin (Chef Louis) (VF : Jean-Henri Chambois)
- Jim Murphy (Charlie)
- Carolyn Martin (Caissière)
- Miyako Kurata (1ère Geisha)

Paul Gerard est animateur d'émissions culinaires et critique gastronomique. Il est en conflit avec le grand chef Vittorio Rossi, patron d'un restaurant italien réputé. Rossi décide de tout révéler sur les agissements crapuleux de l'animateur, en particulier un système généralisé de pots-de-vin qui lui sont versés afin d'augmenter les notes qu'il attribue aux établissements culinaires de la ville.
Un soir, à l'occasion d'un repas pris en commun dans les locaux de Vittorio, Paul Gerard parvient à lui faire absorber un poison virulent et mortel, extrait par ses soins d’un poisson fugu.
- L'épisode est peut-être un clin d’œil à la saga du Parrain ; en effet Paul Gerard semble percevoir de l'argent des chefs de restaurants contre une bonne critique. La présence de l'acteur Michael V. Gazzo, jouant dans le film Parrain 2, souligne la référence. D'ailleurs, lorsqu'il rencontre l'assassin pour la première fois, Columbo est attablé, en train de manger, et est informé de son identité par un collègue qui lui chuchote l'information à l'oreille. De même, quand il interroge le jeune serveur Mario, Columbo s'amuse à adopter une attitude de mafieux sicilien en forçant son accent.
- Columbo est très gourmand et va grandement profiter des nombreux plats qui apparaîtront dans l'épisode.
- Deuxième apparition de Shera Danese, seconde épouse de Peter Falk, dans la série.
- Lors de l'adaptation en VF, le traducteur a pris certaines libertés dont l'une flagrante, au moment où Columbo est au restaurant chinois avec la patronne de l'association : on lui sert des nems et il dit en VF cela me rappelle le temps où je ne mangeais pas tous les jours. Or, dans la VO il n'était nullement question d'une enfance pauvre mais du fait qu'il mangeait plus de nems que de cannelloni parce qu'il habitait près du quartier chinois. Après avoir découvert le dicton chinois caché dans le gâteau-surprise, Columbo ironise en disant qu'il aurait aimé lire un message qui lui aurait promis gloire et fortune. Probablement un clin d'oeil de Peter Falk à sa propre carrière d'acteur.
- Dans la version originale, Columbo interroge le jeune serveur en italien.
- Jonathan Demme réalisera plus tard Le Silence des Agneaux.
- Vittorio Rossi demande à son neveu Mario de remonter une bouteille de Château Margaux, qui est un vin de Bordeaux. Or, le neveu rapporte une bouteille de forme bourguignonne et non bordelaise.
- À la fin de l'épisode, se sentant acculé, Paul Gerard tente d'empoisonner Columbo avec le même procédé que pour tuer le restaurateur. Ce n'est pas la première fois que Columbo se retrouve à être directement menacé par une tentative d'assassinat, cela s'était déjà produit dès la première saison à la fin de l'épisode  Attente.

## Épisode 3:Meurtre parfait
- États-Unis : NBC, 25 février 1978
- France : TF1, 26 avril 1980

James Frawley
- Durée : 94 minutes

- Trish Van Devere (Kay Freestone) (VF : Michèle Montel)
- Laurence Luckinbill (Mark McAndrews)
- Socorro Swan (Nancy)
- James Frawley (Roark)
- Buck Young (le garde)
- H.B. Haggerty (le masseur) (VF : Henry Djanik)
- Jerome Guardino (Sergent Burke)
- Milt Kogan (Dubbing Chief)
- Kenneth Gilman (Jonathan)
- Bruce Kirby (le réparateur TV) (VF : René Bériard)
- Susan Krebbs (Wendy) (VF : Jane Val)
- James McEachin (Walter Muirhead) (VF : Jacques Ferrière)
- Susan Bredhoff (Angela) (VF : Jeanine Forney)
- Ron Rifkin (Luther) (VF : Mario Santini)
- Patrick O'Neal (Frank Flanagan) (VF : Jean-Claude Michel)
- Lainie Kazan (Valerie Kirk) (VF : Claude Chantal)

- Cet épisode est à rapprocher des épisodes  Subconscient,  Eaux troubles,  La femme oubliée et  Tout n'est qu'illusion où le meurtrier s'absente d'un lieu où il n'est pas seul et a un temps très limité pour commettre son acte, faute de quoi son absence sera remarquée. Dans l'épisode  Deux en un, le meurtrier quitte également une compagnie pour commettre son crime mais l'a profondément endormie au préalable, ce qui lui laisse le temps nécessaire de s'absenter sans que celle-ci ne puisse s'en apercevoir.
- Fait rare dans la série, on voit Columbo dans la scène d'ouverture de l'épisode. Celui-ci a un accident de voiture et se retrouvera contraint de porter une minerve pendant une partie de l'enquête qui suivra.
- Lors de la conversation (en VO) entre le projectionniste et Columbo, ce dernier évoque ses héros de jeunesse tel que Joe DiMaggio, son neveu, lui, a pour idole Francis Ford Coppola ; cette référence renvoie au fait que Peter Falk avait approché le réalisateur pour le rôle de Tom Hagen
- On peut remarquer une faute de raccord lorsque la meurtrière Kay Freestone tente de récupérer le pistolet posé sur le plafond transparent de l'ascenseur. À 1 h 15 min 34 s, elle utilise une antenne télescopique avec le bout recourbé. Or, dans le plan suivant, l'antenne est complètement droite. Ce n'est que quelques instants plus tard, à 1 h 15 min 48 s, qu'elle va plier le bout de l'antenne pour faciliter la récupération de l'arme du crime.
- Il y a une autre faute de raccord aux alentours de la quarante-sixième minute. Columbo est avec Kay Freestone et il glisse sa minerve dans la poche de son imper. Gros plan sur Kay, retour sur Columbo, il a sa minerve à la main. Nouveau plan sur Kay et retour sur Columbo, la minerve est dans la poche de l'imper.
- Lors d'un tête-à-tête, Columbo et Kay Freestone évoquent leur enfance. On apprend que le lieutenant est issu d'une fratrie de sept enfants, six garçons et une fille.
- Bruce Kirby ne tient pas son rôle habituel du sergent George Kramer mais celui d'un réparateur télé.

## Épisode 4:Jeu de mots
- États-Unis : NBC, 15 avril 1978
- France : TF1, 15 décembre 1979

James Frawley
- Durée : 70 minutes

- Nicol Williamson (Dr. Eric Mason) (VF : Claude D'Yd)
- Kim Cattrall (Joanne Nichols) (VF : Claude Chantal)
- Joel Fabiani (Dr. Charles Hunter dit Charlie) (VF : Jacques Chevalier)
- Frank Aletter (Dr. Ernie Garrisson) (VF : Jean-Henri Chambois)
- Tricia O'Neill (Mlle Cochran, la dresseuse de chiens) (VF : Michèle Montel)
- Fred Jay Gordon (technicien analyste) (non crédité)
- Ed Begley Jr. (Agent Stein, de la fourrière animale de Los Angeles) (VF : Pierre Fromont) (non crédité)

Eric Mason est docteur en psychologie et spécialisé dans le « contrôle vital ». Il est au courant que son meilleur ami et associé, Charlie, entretenait une liaison avec sa femme récemment décédée dans un accident de la route. Mason décide d'employer le réflexe de Pavlov sur ses propres chiens pour le tuer de manière détournée. En secret, pendant plusieurs semaines, le médecin a en effet dressé ses deux dobermans pour que ces derniers accourent dans la cuisine dès que le téléphone sonne puis qu'ils attaquent au sang dès la prononciation d'un mot de passe. Ayant été habitués à s'exercer à l'attaque contre un mannequin de paille, ils réagissent très violemment dès qu'ils entendent le mot anglais Rosebud (bouton de rose).
Une consultation annuelle chez un cardiologue donne le prétexte à Mason de faire garder chez lui ses chiens par Charlie. Le conférencier appelle son domicile depuis un téléphone fixe qui se trouve dans la salle d'examen médical lorsqu'il est seul dans la pièce. Mason a trafiqué, avant de partir, les câbles téléphoniques de sa maison pour que seul l'appareil de la cuisine puisse se faire entendre. Charlie est incité par ruse à prononcer ce mot de passe devant les animaux qui l'ont suivi dans la cuisine. Les dobermans se déchaînent contre lui et le tuent sans attendre.
- Placé devant le fait accompli que les preuves contre le docteur Mason ne sont qu'indirectes, Columbo va forcer son suspect à la faute en l'incitant à déchaîner contre lui la fureur de ses chiens pour prouver sa culpabilité. Heureusement pour le lieutenant, les animaux ont été rendus inoffensifs par une dresseuse animalière, ce qui sauve sa vie.
- C'est le second épisode où un meurtre se produit à cause d'animaux. L'épisode  Question d'honneur présentait un taureau qui encornait un homme dans une arène.
- La première rencontre entre Columbo et le docteur Mason présente une incohérence : ce dernier interpelle Columbo en le dénommant « lieutenant » alors qu'il ignore totalement qui il est à cette minute. Columbo se présente alors comme officier de police de la brigade criminelle.
- On se serait attendu à ce que Columbo complète son enquête en se renseignant sur les appels téléphoniques générés chez le médecin du docteur Mason, ce dernier ayant utilisé son téléphone à son insu pour provoquer le meurtre. Le compte rendu du rythme cardiaque accéléré au moment du meurtre a seulement été retenu.
- La séquence d'introduction est un hommage au film Citizen Kane d'Orson Welles. La ferronnerie du portail présente la lettre K, initiale du personnage principal. Eric Mason explique qu'elle provient du décor du film (c'est celle de Xanadu, nom de la propriété de Charles Foster Kane dans le film). Mason indique également que sa maison a appartenu à l'actrice Gloria Swanson.
- C'est un des premiers rôles de Kim Cattrall, la Samantha Jones de la série télévisée Sex and the City.
- Kim Cattrall a joué dans le film Rosebud, en 1975. Or, le mot utilisé par l'assassin pour déclencher l'attaque des chiens est également "Rosebud".
- La version française présente une incohérence. Dans une séquence, le lieutenant Columbo et le Docteur Mason se livrent à un jeu de mots. Ce dernier a conclu par « J'en conclurai que votre enfance a dû être difficile mais que vous en avez très vite évité les pièges. » Plus tard, on apprend que le lieutenant avait enregistré la conversation pour la faire écouter aux deux dobermans. Celle-ci diffère dans l'enregistrement : « J'en conclurai que votre enfance a dû être difficile mais que vous en avez très bien évité les pièges ».
- Une scène coupée évoque le film Douze hommes en colère où le Dr Mason montre à Columbo le couteau à cran d'arrêt (ou une réplique) utilisé pour le film, Williamson imitant Henry Fonda plantant le 2e couteau sur la table avec la même prise de vue que dans le film. Cette scène fut retirée pour des raisons de timing.
- La scène où l'ont voit les chiens dressés à attaquer un mannequin avant de s'en prendre à une victime humaine n'est pas sans rappeller la nouvelle de Guy de Maupassant, Une vendetta, dans laquelle une mère venge la mort de son fils en entraînant d'abord son chien à attaquer le cou d'un épouvantail garni de boudin noir.

## Épisode 5:Des sourires et des armes
- États-Unis : NBC, 13 mai 1978
- France : TF1, 10 mai 1980

Leo Penn
- Durée : 93 minutes

- Clive Revill (Joe Devlin) (VF : Claude Bertrand)
- Jeanette Nolan (Kate O'Connell) (VF : Lita Recio)
- Bernard Behrens (George O'Connell) (VF : Claude Dasset)
- Michael Horton (Kerry Malone) (VF : Bernard Jourdain)
- Albert Paulsen (Vincent Pauley) (VF : Jacques Thébault)
- L. Q. Jones (Chuck Jensen) (VF : Jean-Claude Michel)

- Deborah White (Angela, la libraire) (VF : Jeanine Forney) (non créditée)
- Sean McClory (le capitaine) (VF : Jean-Henri Chambois) (non crédité)
- Michael Prince (Michael Moore) (non crédité)
- Don Whyte (Leach, le trafiquant en pull rouge) (VF : Alain Dorval) (non crédité)
- Johnny Silver (le dépanneur) (VF : Georges Aubert) (non crédité)
- Carole Hemingway, la journaliste, dans son propre rôle (Jay (version française) / Carole (version originale) Hemingway)
- Doreen Murphy (la serveuse) (VF : Jane Val) (non créditée)
- Tony Giorgio (Harry, le trafiquant en costume) (VF : Daniel Gall) (non crédité)
- John McCann (Brandon, le premier trafiquant) (VF : Daniel Gall) (non crédité)
- Kedric Wolfe (le douanier) (non crédité)

Joe Devlin est Irlandais et grand amateur de whisky. Il est installé à Los Angeles où il a une certaine renommée comme écrivain et poète. Un jour, un homme inconnu vient le voir lors d'une séance de dédicace avec, sur la page à signer, les mots « Ourselves alone » qu'il a inscrits au stylo. (Il s'agit de la traduction anglaise de Sinn Féin et signifie « Nous seuls »). C'est un code de reconnaissance entre eux et ils conviennent de se revoir par la suite. L'homme s'appelle Vincent Pauley. C'est un trafiquant d'armes et il se trouve à Los Angeles pour proposer à Devlin de lui en faire livrer moyennant finances afin qu'elles puissent ensuite approvisionner l'IRA. Pauley réclame 50 000 dollars en supplément du prix des armes pour qu'elles soient bien livrées à la date prévue du départ d'un navire qui doit quitter le port le quinze du mois.
Devlin utilise sa notoriété pour officiellement soutenir un cercle américain d'aide aux victimes du conflit nord-irlandais et joue publiquement double-jeu, comme les autres membres du cercle, qui sont eux aussi des membres officieux de l'IRA. L'écrivain reçoit l'argent récolté pour acheter la marchandise et il confronte le marchand d'armes : ce dernier, qui a été discrètement filé, s'apprête en réalité à s'enfuir en avion avec la somme sitôt versée. Devlin le tue par balle, le voyant comme un traitre à leur cause.
- C'est la première fois dans la série qu'un thème politique international se retrouve véritablement représenté. L'épisode  Immunité diplomatique, qui parle lui aussi de politique, faisait apparaître une royauté factice : le royaume du Suari. Le thème ici est le terrorisme irlandais, particulièrement d'actualité à l'époque.
- C'est la première fois que le trafic d'armes se retrouve présenté.
- C'est aussi la première fois que le crime se retrouve connu et accepté de plusieurs conspirateurs qui cherchent à se protéger mutuellement sans chantage.
- La fin de l'épisode se passe au port de Los Angeles, dans le quartier de San Pedro. Le cargo suspecté de transporter des armes vers l'Irlande du Nord (à destination du port de Belfast, après transbordement par le port de Southampton) est amarré au quai 213. Columbo comprend que les armes ne sont pas encore dans le cargo mais se trouvent sur le remorqueur qui doit l'escorter vers la mer. On voit le lieutenant Columbo traverser en voiture le pont Vincent-Thomas.
- On note une faute de raccord à 28 min 58 s. Columbo tient son cigare dans sa main gauche. Or, à 29 min 00 s, sa main gauche tient l'épaule de la libraire pour la remercier de son aide, sans son cigare qui a disparu.